# Autobus Urbains
Autobus Urbains was een vervoerbedrijf dat stads- en streekvervoer exploiteerde in de gemeente Brussel.

## Geschiedenis
Autobus Urbains is ontstaan toen in 1931 een lijn tussen de Brusselse Beurs en het Meiserplein werd gestart. In het begin had Autobus Urbains 4 bussen (serie 1-4) van het type Brossel BCS AU65 in het wagenpark. In 1935 kwam daar een vijfde bus bij van het type Brossel A65D.
In mei 1940 werden alle bussen, net zoals de bussen van Les Autobus Bruxellois opgevorderd, waardoor beide maatschappijen tijdens de oorlog zonder bussen zat. Toen de oorlog voorbij was keerde geen enkele bus terug naar Autobus Urbains en kon het bedrijf niets anders doen dan de boeken neer te leggen en te stoppen met voortbestaan, na maar 14 jaar te hebben bestaan.